# Jean Vanden Eeckhoudt

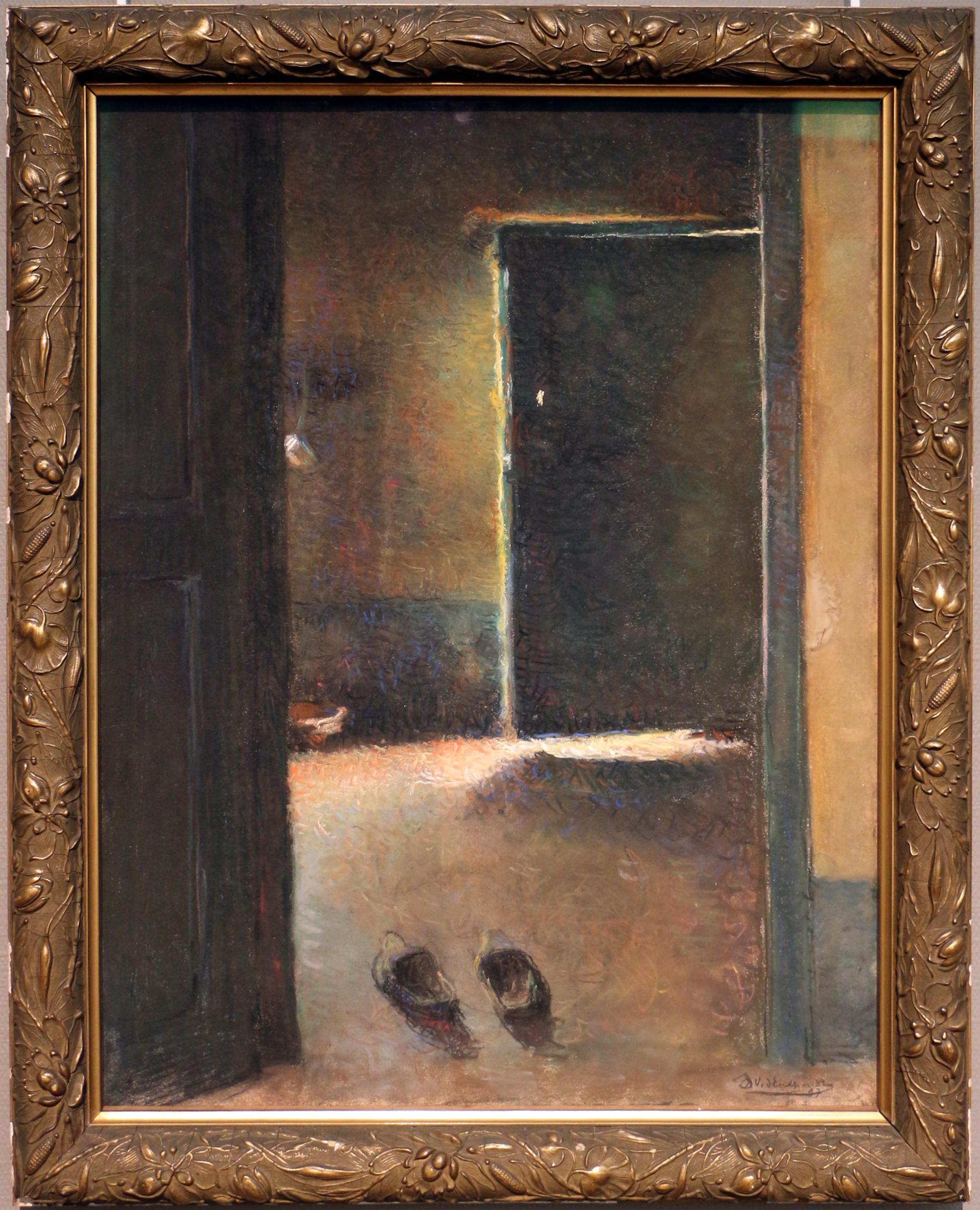
Intérieur, Musée d'Ixelles.

Jean Vanden Eeckhoudt, dit Vanden, né à Bruxelles en 1875, mort et inhumé à Bourgeois, Rixensart en 1946, est un peintre belge.

## Biographie
Jean Vanden Eeckhoudt est le neveu et le beau-fils d'Isidore Verheyden, membre du Groupe des XX fondé par Octave Maus.  À son contact, il découvre la vie artistique de la fin du XIXe siècle et rencontre Théo van Rysselberghe, un des principaux représentants du pointillisme en Belgique, avec lequel il se lie d'amitié.
Ce dernier, se sentant mourir, lui confie le soin de finir à sa place trois grands tableaux destinés à compléter un vaste ensemble décoratif du château du Pachy à Morlanwelz, que lui avait commandé le mécène Lucien Guinotte, tableaux dont deux motifs se trouvaient chez l'écrivain français Roger Martin du Gard. Malgré des conceptions de plus en plus divergentes dans le domaine pictural, Van Rysselberghe voue une profonde admiration au vocabulaire plastique éloquent de l’art de Vanden Eeckhoudt auquel il léguera également tout son matériel de peintre.
Vanden Eeckhoudt commence à exposer avec les principaux peintres belges (Émile Claus, James Ensor, Fernand Khnopff...) en 1905 à l'Exposition nationale des beaux-arts à Ostende.
Par la suite, il fréquente Henri Matisse, André Gide et Dorothy Bussy et vit dans le sud de la France.
Son style évolue du postimpressionnisme vers le fauvisme avant de revenir vers plus de réalisme.
Jean Vanden Eeckhoudt est le père de Zoum Walter (1902-1974), elle aussi artiste peintre.

## Rétrospectives récentes
- Musée royal d'art moderne à Bruxelles, 9 novembre 1973 au 9 décembre 1973
- Galerie Lancz, Bruxelles, mars-avril 2006[8]
- Galerie Lancz, Bruxelles, 25 avril 2008 au 17 mai 2008[9]
- Galerie Lancz, Bruxelles, 24 avril 2014 au 31 mai 2014[10]

## Expositions collectives
- Musée Jenisch Vevey, Suisse, 20 février au 20 mars 1916 [11]

- Galerie Raf Van Severen, Antwerp, Antica Namur, 11 - 19 novembre 2023[12]